# Hàng Bài (phường)
Hàng Bài là một phường thuộc quận Hoàn Kiếm, thành phố Hà Nội, Việt Nam.
Phường Hàng Bài có diện tích 0,27 km², dân số năm 2021 là 5.775 người, mật độ dân số đạt 21.388 người/km².

## Vị trí địa lý
- Phường Hàng Bài nằm ở phía nam Quận Hoàn Kiếm.
- Phía Nam giáp với quận Hai Bà Trưng
- Phía Bắc giáp với phường Tràng Tiền
- Phía Đông giáp với phường Phan Chu Trinh
- Phía Tây giáp với phường Trần Hưng Đạo.

Địa bàn phường nằm trên 11 tuyến phố : Trần Hưng Đạo; Lý Thường Kiệt; Bà Triệu; Hàm Long; Nguyễn Chế Nghĩa; Vọng Đức; Trần Quốc Toản; Hàng Bài; Phố Huế; Ngô Quyền; Ngô Thì Nhậm.

## Lịch sử
| TT | Tên qua các thời kỳ     | Tên trước đây (khoảng thời gian) | Tên trước đây (khoảng thời gian) | Ghi chú                                                      |
| TT | Tên qua các thời kỳ     | Từ …                             | Đến                              | Ghi chú                                                      |
| 1  | Khu phố Hàng Bài        | 20/10/1961                       | 4/1973                           | Một phần khối 95, 96, 101, 102 và toàn bộ khối 103, 104, 105 |
| 2  | Tiểu khu Hàng Bài       | Từ 22/4/1973                     | 12/1978                          | Khối 103, 104, 105                                           |
| 2  | Tiểu khu Trần Quốc Toản | Từ 22/4/1973                     | 12/1978                          | Khối 101, 102                                                |
| 3  | Tiểu khu Hàng Bài       | 01/1979                          | 01/1981                          |                                                              |
| 4  | Phường Hàng Bài         | 02/1981                          | Đến nay                          | Chính thức từ tháng 06/1981                                  |